# Raide transfronteiriço do Hezbollah em 2006
A incursão transfronteiriça do Hezbollah em 2006, também conhecida como Operação Promessa Leal, foi um raide transfronteiriço realizado pelo movimento armado Hezbollah baseado no Líbano, no qual seus militantes atacaram uma patrulha das Forças de Defesa de Israel em 12 de julho de 2006.
Usando foguetes disparados em várias cidades israelenses como uma distração, militantes do Hezbollah cruzaram do Líbano para Israel e emboscaram dois veículos do exército israelense, matando três soldados e sequestrando outros dois soldados. Outros cinco soldados foram mortos dentro de território libanês em uma tentativa fracassada de resgate. O Hezbollah exigiu a libertação de prisioneiros libaneses detidos por Israel em troca da libertação dos soldados sequestrados. Israel recusou-se e lançou uma campanha militar em grande escala em todo o Líbano em resposta à incursão do Hezbollah. Isto marcou o início da Guerra do Líbano de 2006. Dois anos mais tarde, em 16 de Julho de 2008, os corpos dos dois soldados sequestrados foram devolvidos a Israel pelo Hezbollah em troca de Samir Kuntar e quatro prisioneiros do Hezbollah.
O Hezbollah originalmente chamou à operação transfronteiriça "Liberdade para Samir Al-Kuntar e seus irmãos", mas acabou encurtado o nome para "Operação Promessa Leal" (em árabe: عملية الوعد الصادق).

## Contexto
Em 2000 Israel inverteu a sua política em relação ao Líbano e após 18 anos de ocupação se retirou do sul do país. O Hezbollah considerou esta uma grande vitória. O Hezbollah ainda tinha problemas com Israel, além de puramente ideológicos. elementos radicais dentro Hezbollah, liderado pelo chefe de Inteligência Imad Mughniya, em 2000, formou um "Comitê para a Eliminação de Israel" dentro do movimento.
De acordo com o Hezbollah, Israel ainda ocupava o território libanês. O movimento não reconheceu a "linha azul" traçada pelas Nações Unidas. Mais importante que reivindicou a área do chamado Shebaa farms que foi ocupada por Israel em 1967 na guerra contra a Síria, mas de acordo com o Líbano a área havia sido libanês. Estudos posteriores realizados pela Organização das Nações Unidas confirmou que a área de fato foi libanesa.
Os serviços secretos de Israel estavam certo de que o Hezbollah estava planejando um ataque, e suspeitou corretamente que iria ocorrer em uma parte da fronteira conhecida como Milepost 105, onde a estrada que corria ao longo da fronteira mergulhado em um Uádi, onde as tropas que patrulham e veículos seria fora da vista dos postos de observação IDF próximas e cavou-nos tanques, criando uma "zona morta". Em 27 de Junho de 2006, a IDF lançou um alerta de alta na Milepost 105, e estacionados uma equipe da Unidade de Reconhecimento do Egoz em posições de emboscada para interceptar qualquer ataque Hezbollah. Em 2 de julho, depois de nenhum ataque tinha vindo, a equipe Egoz retirou.
Na noite de 11 de julho de monitores IDF observou vários relatos de contato ao longo da cerca elétrica perto do marco 105, e uma patrulha de reserva de Israel manchado 20 Hezbollah combatentes perto da localização, mas esta informação não filtrada para baixo para reservar unidades devido a patrulhar a área em 12 de julho.

## O ataque

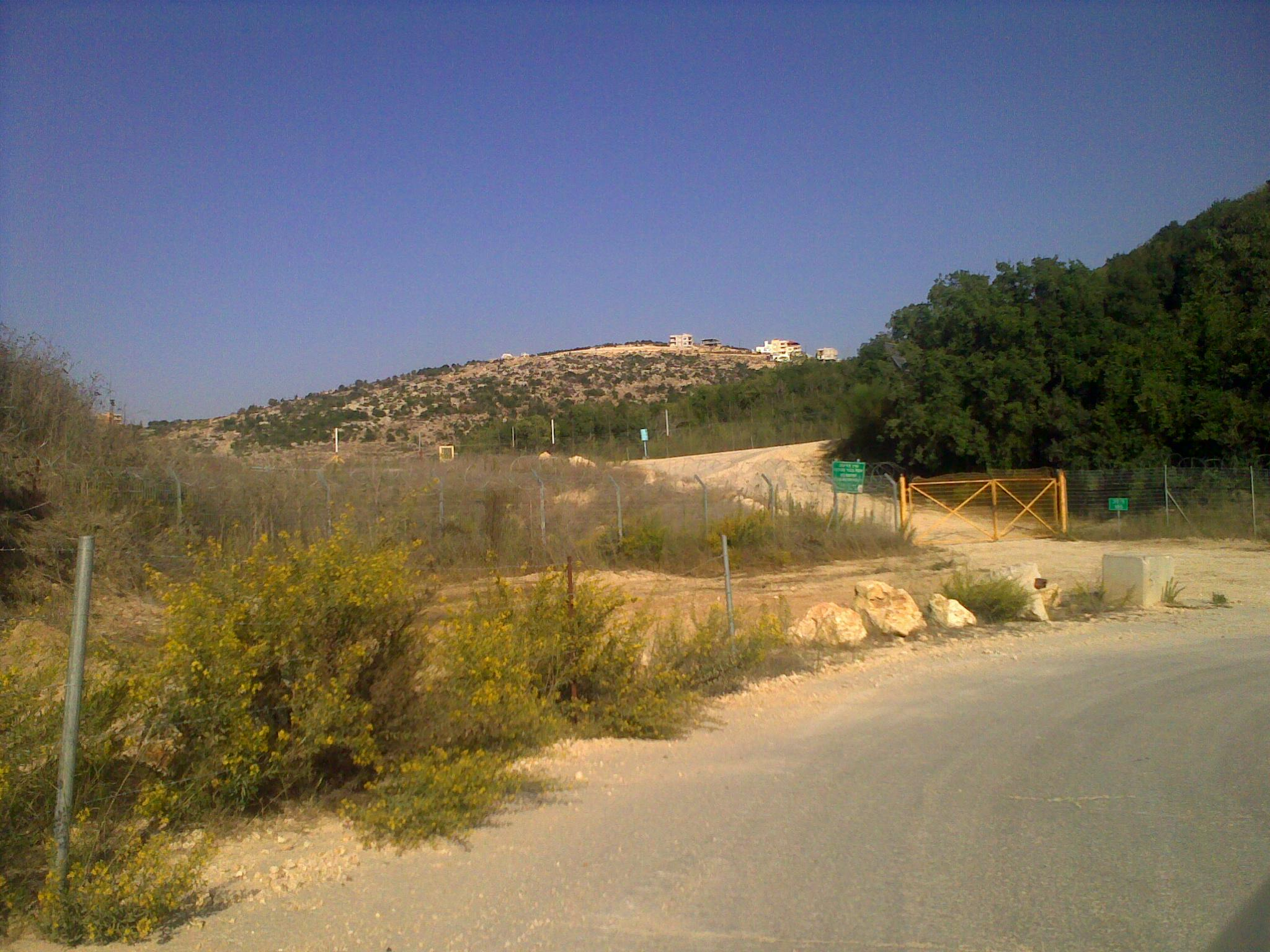
O local do ataque na fronteira

No tempo em torno 09:00 locais (06:00 UTC), em 12 de julho de 2006, o Hezbollah iniciou diversos ataques em Katyusha com foguetes e morteiros contra posições militares israelitas e aldeias fronteiriças, incluindo Zar'it e Shlomi. Cinco civis foram feridos.
Um contingente fundamento de combatentes do Hezbollah cruzaram a fronteira para o território israelense, e pode ter usado uma escada com rodas para escalar o muro. Eles se esconderam em uma emboscada no barranco de Milepost 105. Como dois blindados israelitas HMMWV chegaram, um dos combatentes do Hezbollah, que estava escondido entre as ervas daninhas com um míssil anti-tanque, foi descoberto a partir de uma torre de observação IDF nas proximidades, mas a torre era aparentemente incapaz de transmitir essa informação aos soldados. Tal como os veículos blindados israelitas anteriores, foram atacados com uma combinação de explosivos pré-posicionados e mísseis anticarro. A equipe nocauteou o Humvee na fuga, matando três soldados dentro, e sequestraram dois soldados do primeiro veículo. Outro soldado foi gravemente ferido, outro levemente ferido e um terceiro foi arranhado por estilhaços. Todo o incidente não levou mais do que 10 minutos.
Ao mesmo tempo, os combatentes do Hezbollah dispararam contra sete postos do Exército, batendo para fora câmeras de vigilância e de comunicação de comando com o comboio. Vinte minutos se passaram até primeiro sargento Ehud Goldwasser, 30, e Sergeant First Class Eldad Regev, 25, foram confirmados para estar em falta a partir do primeiro veículo. Os combatentes do Hezbollah, em seguida, escaparam através de olivais a aldeia fronteiriça de Aita al-Shaab.
A diretiva Hannibal é uma ordem IDF secreta afirmando que o sequestro de soldados israelenses deve ser evitado por todos os meios, inclusive atirando em ou descascar um carro get-away, arriscando-se assim a vida dos cativos. A diretiva Hannibal foi invocado e isso desencadeou uma vigilância aérea instantânea e ataques aéreos dentro do Líbano para limitar a capacidade do Hezbollah para mover os soldados que tinham apreendido. "Se tivéssemos encontrado-los, teríamos atingi-los, mesmo que isso significasse matar os soldados", disse um alto funcionário israelense. O tenente-coronel Ishai Efroni, vice-comandante da Brigada Baram, enviou uma Merkava, um Veículo blindado de transporte de pessoal e um Helicóptero em perseguição. Cruzando para o Líbano, eles se dirigiram para baixo uma pista de terra forrado com defesas fronteira libanesa. No entanto, eles se desviou para uma estrada perto de um posto avançado Hezbollah conhecido ao longo da fronteira. O tanque foi destruída por uma bomba caseira com uma estimativa de 200-300 quilos de explosivos, matando a tripulação de quatro pessoas. Um soldado foi morto e dois ficaram levemente feridos por fogo de morteiro enquanto tentavam recuperar os corpos.

## Consequências

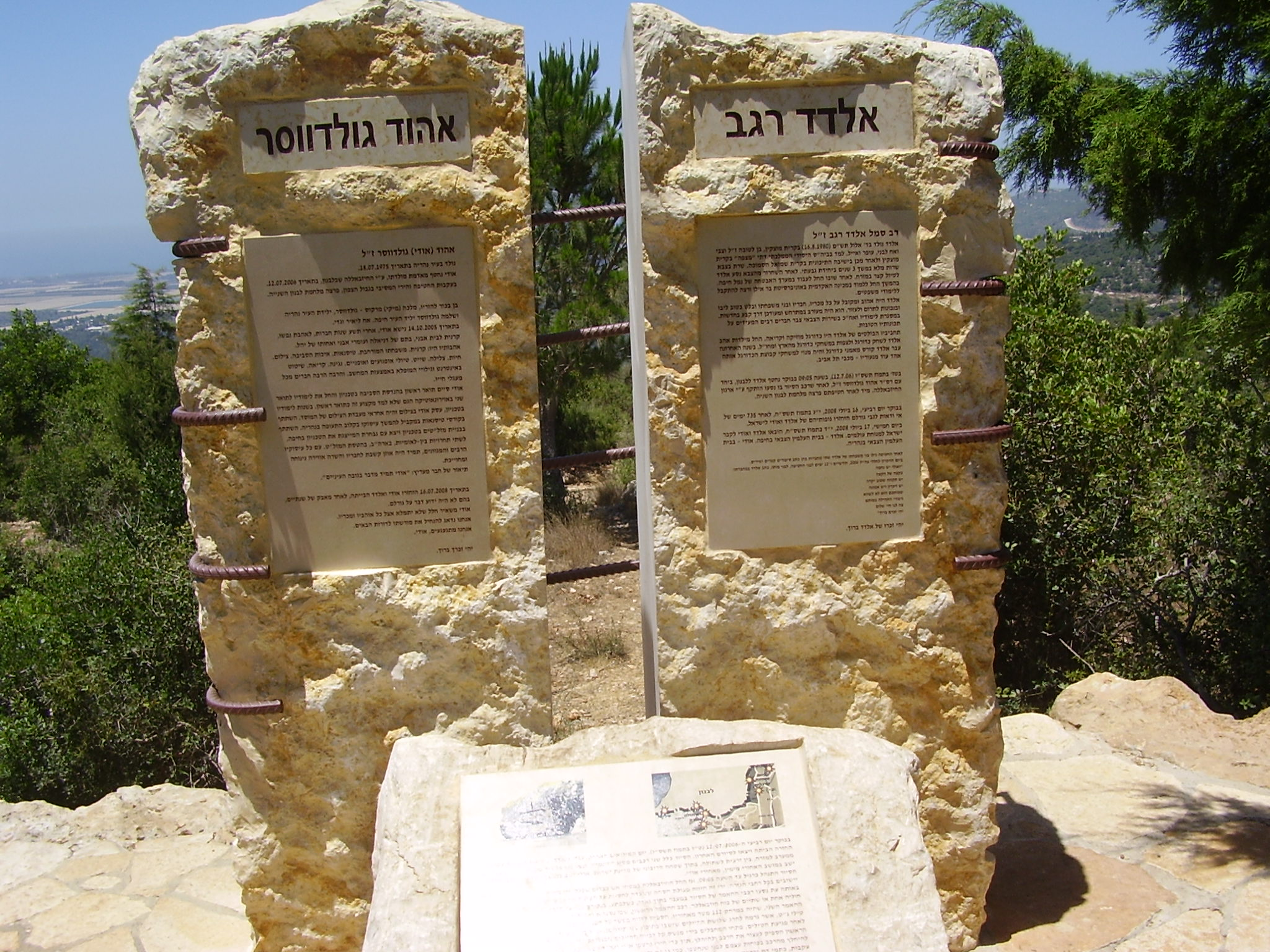
Um monumento no Parque Adamit, em memória de duas das vítimas no ataque - Eldad Regev e Ehud Goldwasser

O IDF confirma a captura dos dois soldados israelenses em 13 de julho. Ambos eram reservistas em seu último dia de dever operacional.
Hezbollah divulgou um comunicado dizendo "Implementando a nossa promessa de libertar prisioneiros árabes nas prisões israelitas, nossos lutadores ter capturado dois soldados israelenses no sul do Líbano." Mais tarde,  Hassan Nasrallahdeclarou que "Nenhuma operação militar vai devolvê-los ... [os] prisioneiros não serão devolvidos, exceto através de uma maneira: negociações indiretas e uma troca de prisioneiros"
O incidente levou o início da Guerra do Líbano de 2006. Israel respondeu com ataques aéreos e bombardeios de artilharia de alvos do Hezbollah, e um bloqueio naval contra o Líbano, seguido por uma invasão terrestre. Após 34 dias de combates, um cessar-fogo entrou em vigor. Durante a guerra, as forças israelenses tomaram quatro Hezbollah combatentes prisioneiro, e capturou os corpos de mais dez.
Em 6 de agosto, as IDF anunciou um dos participantes do Hezbollah foi capturado em uma operação de comando.

Em 27 de agosto de 2006, Nasrallah negou numa entrevista à New TV que a captura dos dois soldados foi a causa da guerra. Ele só avançou uma guerra planejado há muito tempo por alguns meses. Mas ele acrescentou: "Se houve mesmo uma chance de 1 por cento que a operação de 11 de julho de captura teria levado a uma guerra como o que aconteceu, você poderia ter feito isso eu diria que não, absolutamente não, por humanitária, moral, social, segurança, militares e políticos razões. [...] O que aconteceu não é uma questão de uma reação a uma operação de captura ... o que aconteceu já estava planejado. O fato de que isso aconteceu em julho evitou uma situação que teria sido um muito pior, tinha a guerra foi lançada em outubro ".